# Clientis Bank Thur
Die Clientis Bank Thur Genossenschaft (bis März 2008 Bank Thur) ist eine im Toggenburg verankerte, 1889 gegründete Schweizer Regionalbank. Neben ihrem Hauptsitz in Ebnat-Kappel verfügt die Bank über eine Filiale in Unterwasser.
Ihr Tätigkeitsgebiet liegt traditionell in den Bereichen Hypothekarfinanzierungen, Zahlen, Anlegen und Vorsorge, Private Banking sowie Bankgeschäfte mit kleinen und mittleren Unternehmen.
Die Clientis Bank Thur Genossenschaft ist als selbständige Regionalbank der Entris Holding AG angeschlossen. Innerhalb der Entris Holding AG gehört sie zur Teilgruppierung der Clientis Banken.

## Geschichte
Das Bankinstitut wurde 1889 als «Spar- und Leihkasse Kappel» gegründet. Im Zug des Zusammenschlusses der Gemeinden Ebnat und Kappel wurde das Institut 1964 in «Spar- und Leihkasse Ebnat-Kappel» umbenannt. Auf Anfang 2001 wurde die Bank mit der «Ersparnisanstalt Unterwasser» fusioniert und der Name in «Bank Thur» geändert. Im März 2008 wurde die Dachmarke Clientis mit in den Namen einbezogen und das Institut in «Clientis Bank Thur Genossenschaft» umbenannt.